# Катажина Онишкевич

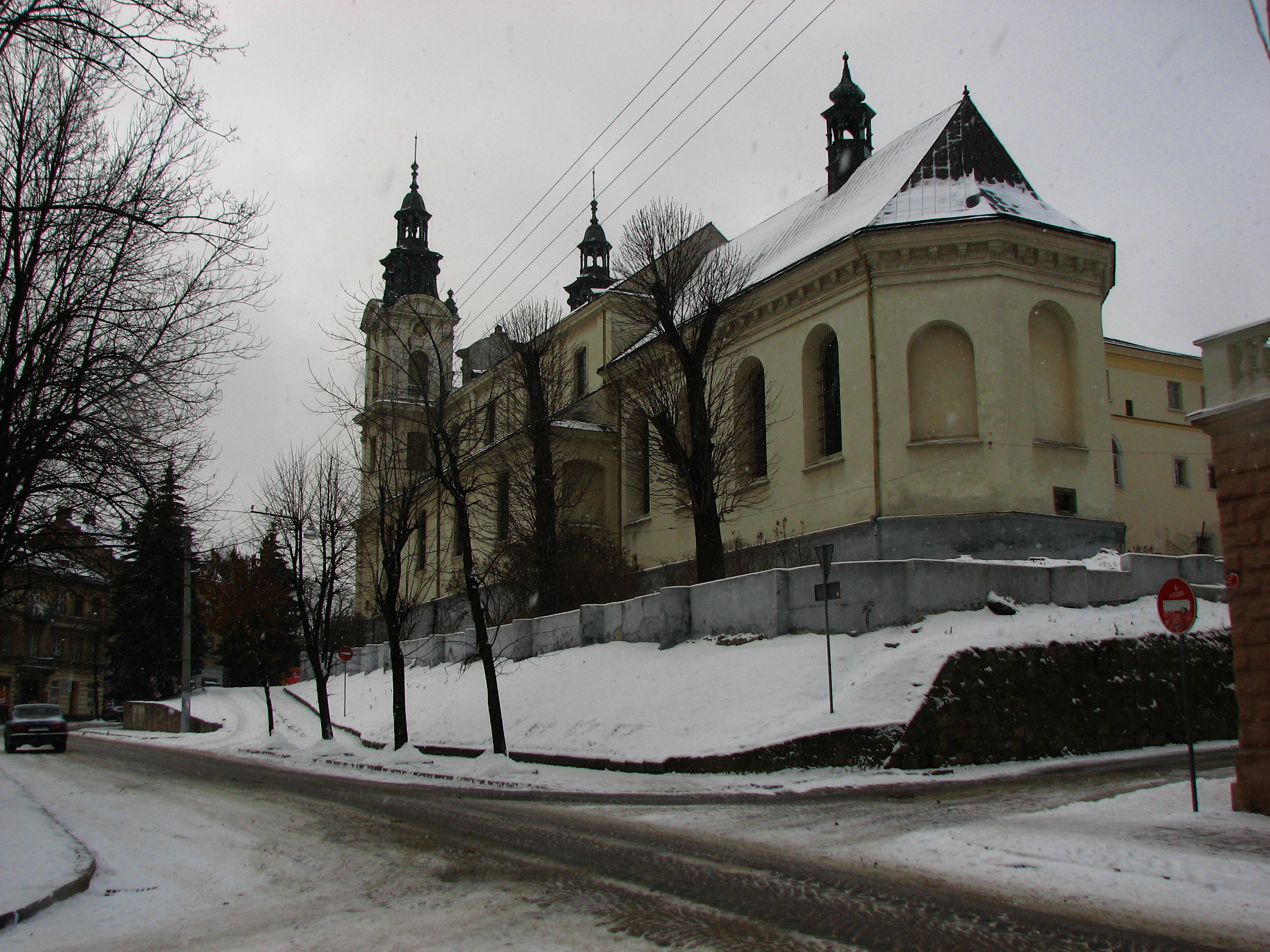
Храм святої Марії Магдалини у Львові. У ХІХ ст. тут була жіноча в'язниця

Katarzyna Onyszkiewiczowa також відома як Katarzyna Kikierczuk, Kasia Koczeczukowa, Klotylda Koccerczuk, Ksawera Onyszkiewicz, Heńka Onyszkiewiczowa, Joanna Topolnicka та Ksenia Unyszkiewicz (народилася близько 1840 р. у Чернівцях, померла 9 березня 1895 р у Львові) — злочинниця прославлена пресою того часу як «Жіночий демон».

## Біографія
Багато фактів із життя Катажини Онишкевич невідомі. Ймовірно, вона народилася на Буковині, в сім'ї греко-католиків. Мати заробляла на життя шиттям, а про батька відомо лиш його ім'я — Ян Онишкевич.

## Злочинна діяльність
Катажина Онишкевич ходила від села до села, перевдягаючись торговцем або черницею, давала господарям снодійне, а потім грабувала.
Іноді відвар, який складався з дурману, болиголови та билини, виявлявся смертельним та викликав не тільки сон, але й галюцинації, конвульсії, утруднення дихання та смерть. Роками тинялася по Галичині та Буковині, здобувши славу найзловіснішої злочинниці. Більшість жертв були чоловіками, хоча достеменно невідомо скільки людей вона вбила. Протягом багатьох років вона була засуджена за три вбивства на двох окремих процесах (1869 і 1872).
Вперше Катажина потрапила до в'язниці в Чернівцях в 1858 році, за крадіжку, її засудили до шести місяців ув'язнення.
У 1869 році в Станіславі, Катажину Онишкевич вперше засудили за вбивство та ув'язнили на 10 років. Відбувала покарання в жіночій в'язниці монастиря Марії Магдалини у Львові, але менш ніж за рік, 9 липня 1870 року вона тікає ще з однією ув'язненою Барбарою Возною.
Того ж року, 7 листопада, Катажину вистежив і схопив у Кракові львівський комісар Мейдінгер та агент Пшона. З Кракова відправили до Львова та засудили ще на 10 років за ще два убивства, скоєні шляхом отруєння. У ніч з 2 на 3 вересня 1879 р. їй знову вдалося втекти.

## Останній суд
Катажину Онишкевич вдалося арештувати 18 вересня 1879 року в Монастириську. Останній суд над злочинницею відбувся у Львові в лютому 1880 року. У преси до цієї справи виник великий інтерес, перед будівлею суду збиралося багато людей, а тодішнє ЗМІ детально висвітлювали усі деталі у пресі. Суд знову засудив жінку до 10 років ув'язнення. У травні 1883 році Катажина знову спробувала втекти, підпаливши в'язницю. Але план провалився і Онишкевич померла за ґратами на вул. Марії Магдалини у Львові 9 березня 1895.

## Виноски
1. ↑  http://mak.bn.org.pl/cgi-bin/KHW/makwww.exe?BM=1&NU=1&IM=4&WI=9810636626605606
2. ↑  Katarzyna Onyszkiewiczowa, Serial Killer Thief — Ukraine, 1880 (англ.)
3. ↑  Demon Kobiecy
4. 1 2  Trucicielka 1880 (пол.).
5. 1 2  Najsłynniejsze trucicielki. kobieta.wp.pl (пол.).
6. 1 2  Proces Onyszkiewiczowej. Gazeta Narodowa. nr 48. 28 lutego 1880. {{cite journal}}: |volume= має зайвий текст (довідка)